# Let Her Go (The Kid Laroi)
Ler Her Go è un singolo del rapper australiano The Kid Laroi, pubblicato dalla Columbia Records il 5 dicembre 2019.

## Video musicale
Il videoclip è stato reso disponibile sul canale Lyrical Lemonade.

## Tracce
1. Let Her Go – 2:03